# 環境決定論
環境決定論（英語：Environmental determinism），也稱為地理決定論（英語：geographical determinism）或氣候決定論，是對自然環境如何使社會和國家傾向於不同的發展軌跡的研究。贾德·戴蒙在其獲得普利策獎的著作《枪炮、病菌与钢铁》中復興了這一理論。
該理論後來發展到地理環境會對社會、政治、經濟等領域都發生影響。只有隨著科學技術的發展，才能降低地理對社會所產生的風險。

## 思想史

### 20世紀末新環境決定論的發展
埃爾斯沃思·亨廷頓認爲公元400-500年期間，由於羅馬帝國大部分地區出現乾旱，導致土地生產力的下降與農業產值的減少。食糧的緊缺使得帝國陷入緊張局面，让其政治形勢濒臨崩潰。

## 地理對政治體制的影響
在論文内，作者們指出，當地疾病環境決定了歐洲人是否定居的趨勢。

### 要素賦予
為了了解國家組建過程中製度的影響和創建，經濟歷史學家斯坦利·恩格曼和肯尼斯·索科洛夫考察了美洲經濟發展。他們發現，美洲經濟成敗的開始與各地可獲得的特定要素賦予有關。這些賦予包括土壤獲利能力、氣候、農作物潛力甚至人口密度。形成了利用這些要素賦予的機構。那些最成功的人會隨著時間的流逝而改變並適應新情況。例如，種植園等經濟機構的發展是由於需要大量財產和勞動力來收穫糖和煙草，而小農場主卻在缺乏規模經濟的地區蓬勃發展。儘管起初是有利可圖的，但隨著時間的流逝，種植園殖民地也遭受大量依賴人口的困擾，因為奴隸和當地人獲得的權利很少，限制了可用來推動未來經濟進步和技術發展的人口。
要素賦予也影響了政治制度。哥斯達黎加和哥倫比亞等國家，通過了諸如1862年的《宅基法案》之類的法律。它們青睞小農場主，舉行選舉，維持小型軍隊，並減少戰爭。青睞小農場主使政府對教育進行了廣泛的投資。一個國家的政治制度也與土地使用權的法律法規，統治精英的背景以及允許的政治競爭的程度有關。